# Clemente Corte
Clemente Corte (Vigone, 21 de novembro de 1826 – Vigone, 20 de março de 1895) foi um revolucionário e político italiano, um dos líderes do Risorgimento.
Oficial de artilharia do exército da Sardenha, foi chefe do estado maior de Garibaldi quando este comandava os Cacciatori delle Alpi,  na guerra de 1859.
Durante a terceira guerra de independência italiana, assumiu o comando das tropa de Giuseppe Garibaldi, depois que este em 3 de julho em Monte Suello obrigou os austríacos à retirada, mas teve uma ferida na coxa por um golpe errado de um de seus voluntários.
Foi deputado de 1865 a 1876, eleito senador em 1870.